# オークランド大学 (ミシシッピ州)
オークランド大学（オークランドだいがく、Oakland College）はアメリカ合衆国ミシシッピ州ロドニー近くにあった私立大学である。1830年にジェレミア・チェンバレン博士により設立され、アメリカ合衆国長老教会とは提携関係にあった。再統合期間中に閉鎖された昔のキャンパスは現在、アルコーン州立大学歴史地区にある。

## 歴史

### 設立
オークランド大学は、1830年にアメリカ合衆国長老教会により若者向けの大学として設立された。彼らはディキンソン大学とプリンストン神学校で教育を受けたアメリカ合衆国長老教会の牧師である初代学長のジェレミア・チェンバレン博士に雇用された。チェンバレンはセンター大学とルイジアナ大学（現在のルイジアナ州立キリスト教大学）の学長も務めた。

### 南北戦争前の時代
この大学はミシシッピ州ジェファーソン郡にあるローレル・ヒル・プランテーションのラッシュ・ナッツやサウスカロライナ州エディスト島にあるウインザー・プランテーションのスミス・ダニエル（Smith Daniell）のような農園主により寄贈された。その上、アメリカ合衆国長老教会のジョン・カーから神学校教職のために2万5000米国ドル（2021年時点の相場で63万6000米国ドルに相当）が寄付され、農園主のロバート・コクラン（Robert Cochran）からは広さが250エーカー (0.39 sq mi; 101.17 ha)ある土地が寄贈された。1838年、オークランド記念教会堂が建てられた（錬鉄製の階段は1890年に教会堂のためにウインザー・プランテーションから移築されたもの）。階段は教会堂ではなく、寧ろ教室や事務所のための追加的空間がある図書館の方で役立てられた。1976年、教会堂はアメリカ合衆国国定歴史建造物に指定された。長年に渡って学長の住宅、3人の教授の住宅、15軒の一戸建て住宅といった、より多くの建物が建てられた。それらの建物は学生の寄宿舎に役立てられた。
1830年5月14日、3人の学生が出席して奴隷貿易者の妻であるジョン・E・ドルームグール夫人（Mrs. John E. Droomgoole）の自宅で最初の授業が行われ、6ヶ月後には22人の学生が入学した。長年に渡って1000人以上の学生がこの大学で学んだ。歴史学者のメアリー・キャロル・ミラーによれば、大学の卒業生には「21人の牧師、39人の弁護士、そして9人の内科医」が含まれているという。ジョン・チェンバレン（John Chamberlain）は英語と数学で教鞭を執った。1837年、S. ビーチ・ジョーンズ尊師（Rev. S. Beach Jones）の後任としてゼブロン・バトラー尊師（Rev. Zebulon Butler）が宗教学教授に就任した。
1833年に卒業した最初の学生はジェームス・M・スマイリー（James M. Smiley）で、副学長を務め続けた。著名な卒業生には「ワランティズム（保証主義）、warrantism」という経済的概念を発展させた社会学者のヘンリー・ヒューズや、のちの米国聖公会主教でテキサス州サンアントニオにあるテキサス州西部陸軍士官学校（のちのTMI聖公会学校）の創立者であるジェームズ・ステプトー・ジョンストンがいる。南北戦争でアメリカ連合国陸軍准将を務めた弁護士のハイラム・ブロンソン・グランベリーもオークランド大学の卒業生である。
1850年代に奴隷制度に関する緊張が生じた。連邦主義者、および奴隷制度廃止主義者であったチェンバレン学長は地元の奴隷制度支持者であった農園主であるジョージ・ビスコ（George Biscoe）に刺殺された。その後、どうやらビスコは良心の呵責に苛まれたらしく1週間後に自殺を図った。

### 南北戦争

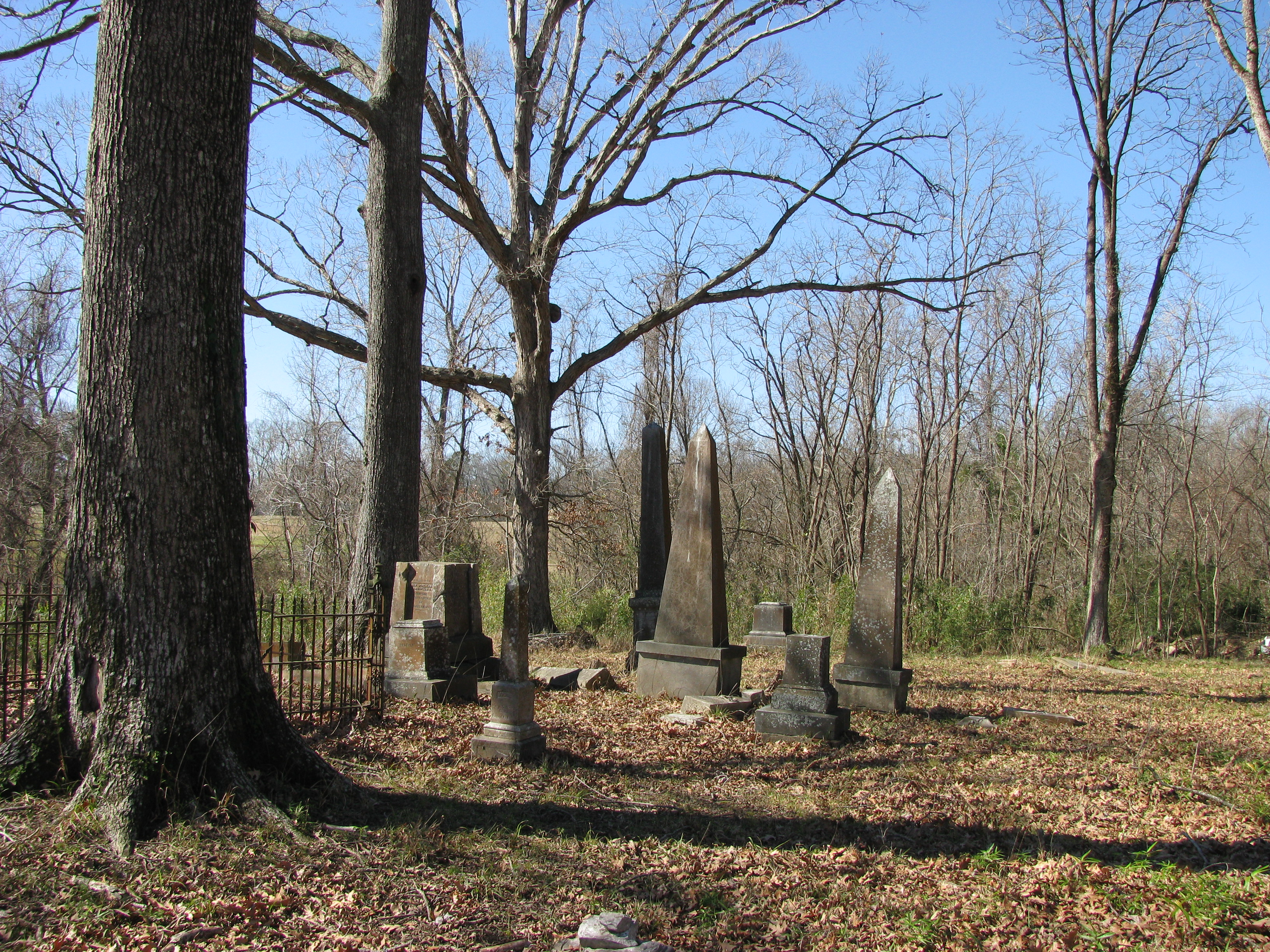
2009年当時のオークランド大学共同墓地

財政的困難に陥ったにもかかわらず、大学は1861年から1865年までに起きた南北戦争まで開かれ、1851年から1854年までロバート・ロドウィック・スタントンが第2代学長、ジェームス・パーヴィアンス（James Purviance、1807年-1871年）が第3代学長を務めた。1860年にはウィリアム・L・ブレイケンリッジ（William L. Breckenridge）が第4代学長となり、南北戦争の間まで務め上げた。戦争期間中に学生と教員のいずれかがアメリカ連合国陸軍に入隊、もしくは連邦主義の見解から殺害された場合には大学を閉鎖した 。キャンパスは軍のキャンプとして利用され、大学の経済基盤は酷く損害を受けた。戦争が終了してから間もなくジョン・カルビン（Rev. John Calvin）尊師が第5代学長に就任したが、任命後間もなく亡くなり、大学は再び休止に追い込まれた。

### 再統合期
1871年、キャンパスはミシシッピ州に4万米国ドル（2021年時点の相場で90万5000米国ドル相当）で売却された。

## 建物と場所
共同墓地や歴史記念碑はロドニー西端にあり、ジェレミア・チェンバレンや妻、そして4人の子供たちの墓もある。チェンバレンの墓碑には「オークランド大学の最愛なる父（the beloved father of Oakland College）」と刻まれている。なお、チェンバレンに敬意を表する形で記念方尖塔が設置された。

## 遺産
再統合立法府はキャンパスを買い上げ、共和主義の知事であるジェームス・ラスク・アルコーンに敬意を表しアルコーン州立大学の場所とし、土地付与大学と歴史的黒人大学が設立され、国家初の黒人陸軍大学となった。再統合立法府はすべての学生が土地付与の恩恵を得る条件資格を保つ機会を持たせるために、黒人土地付与大学を設立するための教育制度を差別化している州に会議を行うように要求した。
再統合後の1879年、アメリカ合衆国長老教会はミシシッピ州ポート・ギブソンにある軍の私立学校であったチェンバレン＝ハント・アカデミーを設立した。学校名は牧師で教育者のジェレミア・チェンバレンと農園主のデイヴィッド・ハント（David Hunt）を記念して命名された。
大学教員、大学理事、およびミシシッピ州のアメリカ合衆国長老教会からのオークランド大学に関する2件の報告書は、ノースカロライナ州チャペルヒルのノースカロライナ大学チャペルヒル校のキャンパスにあるルイス・ラウンド・ウィルソン・スペシャル・コレクション・ライブラリー（Louis Round Wilson Special Collections Library）に保存されている。大学の全教科課程はミシシッピ州ジャクソンにあるミシシッピ州立公文書歴史局に保護されている。